# Rock in Opposition
Rock in Opposition bylo sdružení hudebních skupin hrajících progresivní rock a experimentální rock. Založili ho v roce 1977 členové skupiny Henry Cow Fred Frith a Chris Cutler. 12. března 1978 se v Londýně uskutečnil první festival spřízněných kapel. Společným programem byla nezávislost na hudebním průmyslu (skupiny pořádaly koncerty svépomocí, desky vydávaly na vlastní značce Recommended Records) a politická angažovanost: hudebníci zastávali radikálně levicové postoje, angažovali se např. v kampani Rock proti rasismu. Ve snaze o to, aby umění aktivně ovlivňovalo politickou situaci, byl jejich vzorem Bertold Brecht. Hudebně navazovali členové Rock in Opposition na výboje rockové avantgardy (Frank Zappa, Captain Beefheart, Soft Machine), na free jazz i na soudobou vážnou hudbu (Edgar Varèse). Hnutí bylo novátorské zapojením muzikantů z kontinentální Evropy, která byla dosud v rockové hudbě přehlížena a která přinášela podněty vyrůstající z domácí hudební tradice. Pod hlavičku Rock in Opposition se vešly jak posluchačsky náročné experimentální kompozice, tak italští Stormy Six, vycházející z tradice protestní folkové písně s chytlavými melodiemi.

## Členové
- Henry Cow
- Univers Zero
- Stormy Six
- Samla Mammas Manna
- Etron Fou Leloublan
- Art Bears
- Art Zoyd
- Aksak Maboul

Ze skupin, které nepatřily do tohoto výběrového spolku, ale sdílely jeho názory na hudbu, lze zmínit Pere Ubu, The Residents nebo This Heat. V českém prostředí ovlivnilo hnutí RIO například Extempore nebo Zikkurat.
Sdružení se rozpadlo počátkem osmdesátých let, později však na ně navázaly skupiny jako Thinking Plague nebo Guapo. Od roku 2007 se konají festivaly Rock in Opposition, na kterých vystupují původní i nové formace.